# Tatia caxiuanensis
Tatia caxiuanensis is een straalvinnige vissensoort uit de familie van de houtmeervallen (Auchenipteridae). De wetenschappelijke naam van de soort is voor het eerst geldig gepubliceerd in 2008 door Sarmento-Soares & Martins-Pinheiro.